# Chapelle Saint-Frézal de La Canourgue

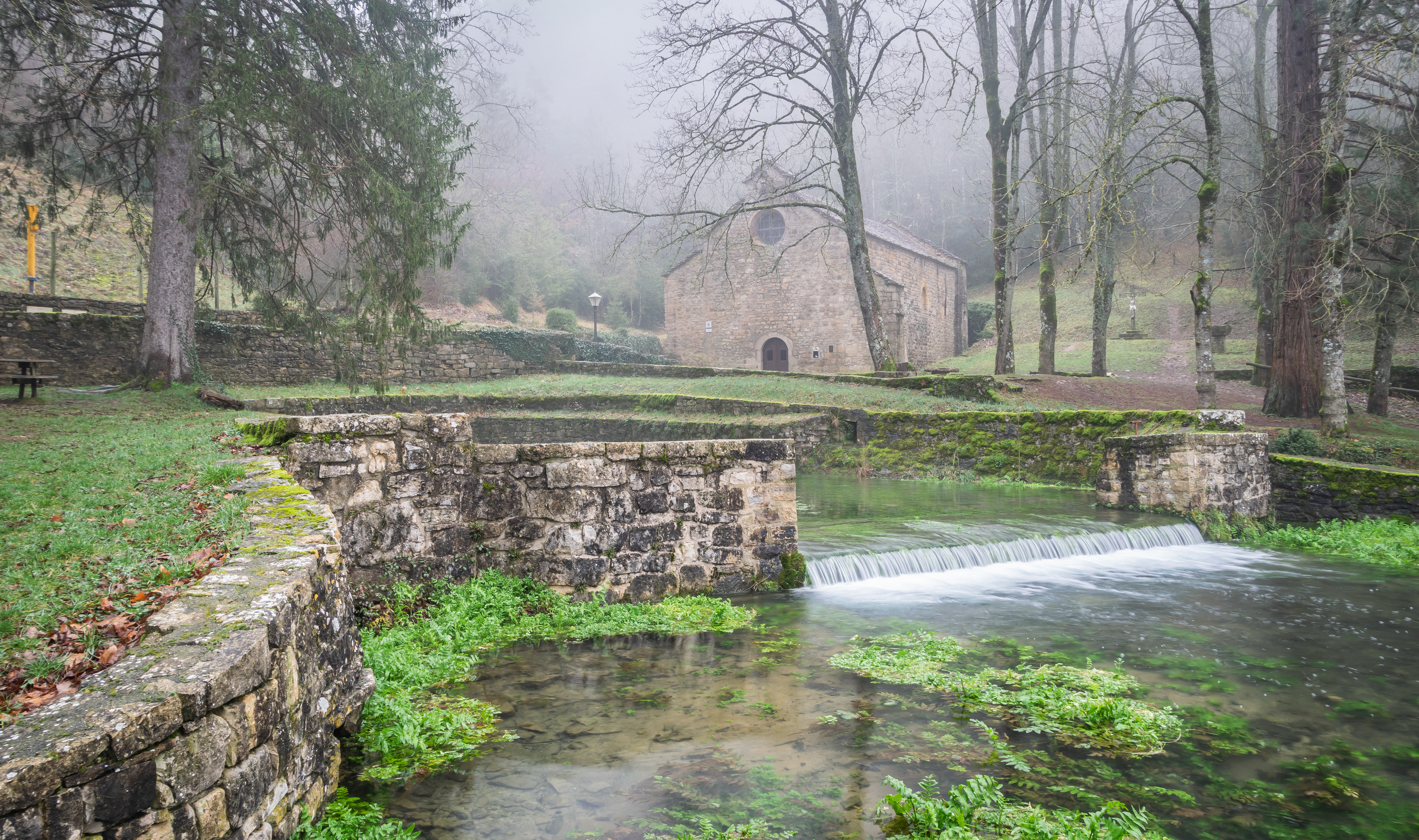
La chapelle Saint-Frézal. Février 2020.

La chapelle Saint-Frézal de La Canourgue est une chapelle située à La Canourgue, en France.

## Localisation
La chapelle est située sur la commune de La Canourgue, dans le département français de la Lozère.

## Historique
L'édifice est inscrit au titre des monuments historiques en 1984. Plusieurs objets sont référencés dans la base Palissy (voir les notices liées).